# Quartieri de Rome

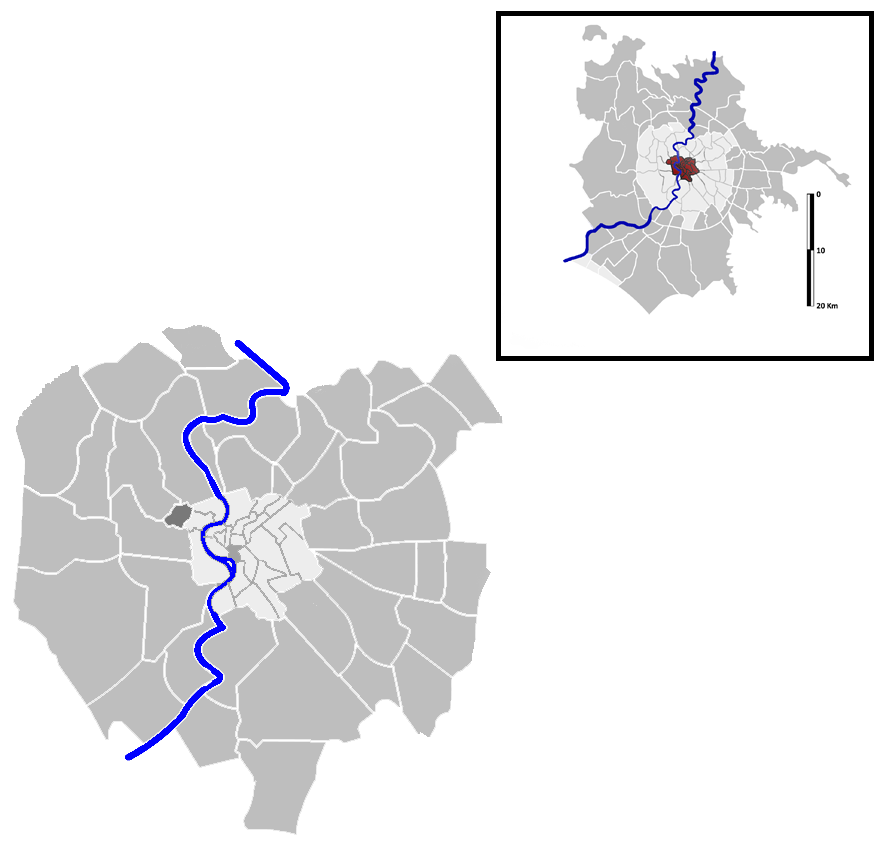
Carte des 35 quartieri de Rome
(en gris foncé à l'extérieur).

Les quartieri de Rome sont des zones administratives de cette ville développées au-delà du mur d'Aurélien et urbanisées depuis la fin du XIXe siècle.

## Historique
Leur première délimitation fut effectuée en 1911.
Ceux de Città Giardino Aniene et Savoia furent fondés respectivement en 1924, et en 1926 comme les 15 premiers (officiellement numérotés dès cette année 1926 et précédés par la lettre "Q", initiale du mot "quartieri"), mais ils n'eurent eux deux d'existence officielle qu'en 1930.
En 1935, le quartiere XV - Milvio pris le nom de Della Vittoria. Puis en 1946, le quartiere III - Vittorio Emanuele III fut rebaptisé Pinciano, alors que le quartiere XVII - Savoia devint Trieste. Enfin, en 1951, le quartier XVI - Città Giardino Aniene devint Monte Sacro. 
Les autres quartieri fondés après la guerre à la suite de l'élargissement du territoire urbain furent numérotés de Q.XVIII à Q.XXXV.

Tableau complet des quartieri existant actuellement.
| N°     | Nom du quatiere  | N°      | Nom du quatiere     | N°       | Nom du quatiere       | N°      | Nom du quatiere       | N°     | Nom du quatiere       |
| Q.I    | Flaminio         | Q.II    | Parioli             | Q.III    | Pinciano              | Q.IV    | Salario               | Q.V    | Nomentano             |
| Q.VI   | Tiburtino        | Q.VII   | Prenestino-Labicano | Q.VIII   | Tuscolano             | Q.IX    | Appio-Latino          | Q.X    | Ostiense              |
| Q.XI   | Portuense        | Q.XII   | Gianicolense        | Q.XIII   | Aurelio               | Q.XIV   | Trionfale             | Q.XV   | Della Vittoria        |
| Q.XVI  | Monte Sacro      | Q.XVII  | Trieste             | Q.XVIII  | Tor di Quinto         | Q.XIX   | Prenestino-Centocelle | Q.XX   | Ardeatino             |
| Q.XXI  | Pietralata       | Q.XXII  | Collatino           | Q.XXIII  | Alessandrino          | Q.XXIV  | Don Bosco             | Q.XXV  | Appio Claudio         |
| Q.XXVI | Appio-Pignatelli | Q.XXVII | Primavalle          | Q.XXVIII | Monte Sacro Alto      | Q.XXIX  | Ponte Mammolo         | Q.XXXe | San Basilio           |
| Q.XXXI | Giuliano-Dalmata | Q.XXXII | Europa              | Q.XXXIII | Lido di Ostia Ponente | Q.XXXIV | Lido di Ostia Levante | Q.XXXV | Lido di Castel Fusano |

Les trois derniers quartieri, situés à Ostie et aussi dénommés quartieri marini, sont les XXXIII-Lido di Ostia Ponente,
XXXIV-Lido di Ostia Levante et  
XXXV-Lido di Castel Fusano.